# Carlos Alazraqui
Carlos Alazraqui, född 20 juli 1962 i Yonkers, New York, är en amerikansk skådespelare.
Alazraqui har bland annat medverkat i TV-serien Rockos moderna liv. Han har även medverkat i filmerna Flygplan och Happy Feet samt Happy Feet 2.

## Filmografi (i urval)
- 2001–2017 – Fairly Odd Parents (TV-serie)
- 2003–2022 – Reno 911! (TV-serie)
- 2005–2007 – Juniper Lee (TV-serie)
- 2006–2007 – Ekorrpojken (TV-serie)
- 2006 – Happy Feet
- 2007–2008 – Jimmys vrickade värld (TV-serie)
- 2010 – I'm in the Band (TV-serie)
- 2011 – Happy Feet 2
- 2013 – Flygplan
- 2019 – Rockos moderna liv (TV-serie)
- 2021–2022 – Solar Opposites (TV-serie)